# Zemětřesení na Havaji 2018
Zemětřesení na Havaji udeřilo 4. května 2018 ve 12:33 místního času ve východní části ostrova u sopky Kilauea. Mělo sílu 6,9 momentové škály a její intenzita poblíž epicentra je odhadována na VIII (bořivé) podle Mercalliho stupnice. Tomuto otřesu předcházely stovky slabších, které pravděpodobně sopku probudily. Toto zemětřesení si nevyžádalo oběti, ale škody na budovách. Přes 14 000 lidí se po zemětřesení ocitlo bez elektrického proudu, ale brzy bylo vše obnoveno.
Je to nejsilnější zemětřesení na Havaji od roku 1975, kdy došlo k zemětřesení o síle 7,4 ve stejné oblasti jako nyní.